# Elizabeth Somerset
Elizabeth Somerset (Londra, 1634 – Saint-Germain-en-Laye, 16 marzo 1691) è stata una nobile britannica.
Fu moglie di William Herbert, I marchese di Powis ed ebbe un ruolo di rilievo nel Popish Plot a fine Seicento.

## Biografia
Elizabeth era figlia di Edward Somerset, II marchese di Worcester e di sua moglie, lady Elizabeth Dormer.
Fu Lady of the Bedchamber di Caterina di Braganza, regina consorte di re Carlo II d'Inghilterra. Ad ogni modo, nel 1678, suo marito rientrò nel novero dei "Cinque Lords Cattolici" che vennero falsamente accusati di tradimento durante il Popish Plot per bocca di Titus Oates, e pertanto egli venne imprigionato alla Torre di Londra sino al 1684.
Elizabeth provò ogni sforzo per liberare il marito, servendosi anche di personaggi discutibili come Thomas Dangerfield che venne pagato dalla marchesa per screditare pubblicamente gli accusatori di suo marito; egli ad ogni modo, dopo aver accettato il pagamento, si schierò apertamente contro lady Elizabeth e contro la sua infermiera, Elizabeth Cellier, accusandole a loro volta di tradimento verso lo Stato, portando a conoscenza generale le trame da lei perpetrate per salvare il marito. Fortunatamente per Elizabeth, a ogni modo, la fama di Dangerfield era tale che nessuno credette alle sue accuse e la nobildonna non venne condotta a processo.
Il 24 marzo 1686, quando suo marito venne creato marchese di Powis, ella assunse il titolo di marchesa consorte. Col marito, rimase fedele alla causa di Giacomo II d'Inghilterra e lo seguì in esilio in Francia dove ricoprì il ruolo di First Lady of the Bedchamber della regina consorte, Maria Beatrice d'Este, nonché quello di governante reale di Giacomo Francesco Edoardo Stuart, sino alla sua morte nel 1691, presso il castello di Saint-Germain-en-Laye dove la corte del re d'Inghilterra in esilio si trovava.

## Matrimonio e figli
Elizabeth sposò William Herbert, erede di Percy Herbert, II barone Powis, il 2 agosto 1654. Il marito venne successivamente creato conte e marchese di Powis. La coppia ebbe insieme i seguenti figli:
- Anne (m. 1748), sposò Francis Smith, II visconte Carrington
- Frances, sposò Kenneth Mackenzie, IV conte di Seaforth
- Mary (m. 1744), si sposò tre volte
- William, II marchese di Powis (c.1665-1745)
- Lucy (1669-1744), divenne monaca
- Winifred (c.1679-1749), sposò William Maxwell, V conte di Nithsdale